# Leichtathletik-Europameisterschaften 1986/Speerwurf der Männer

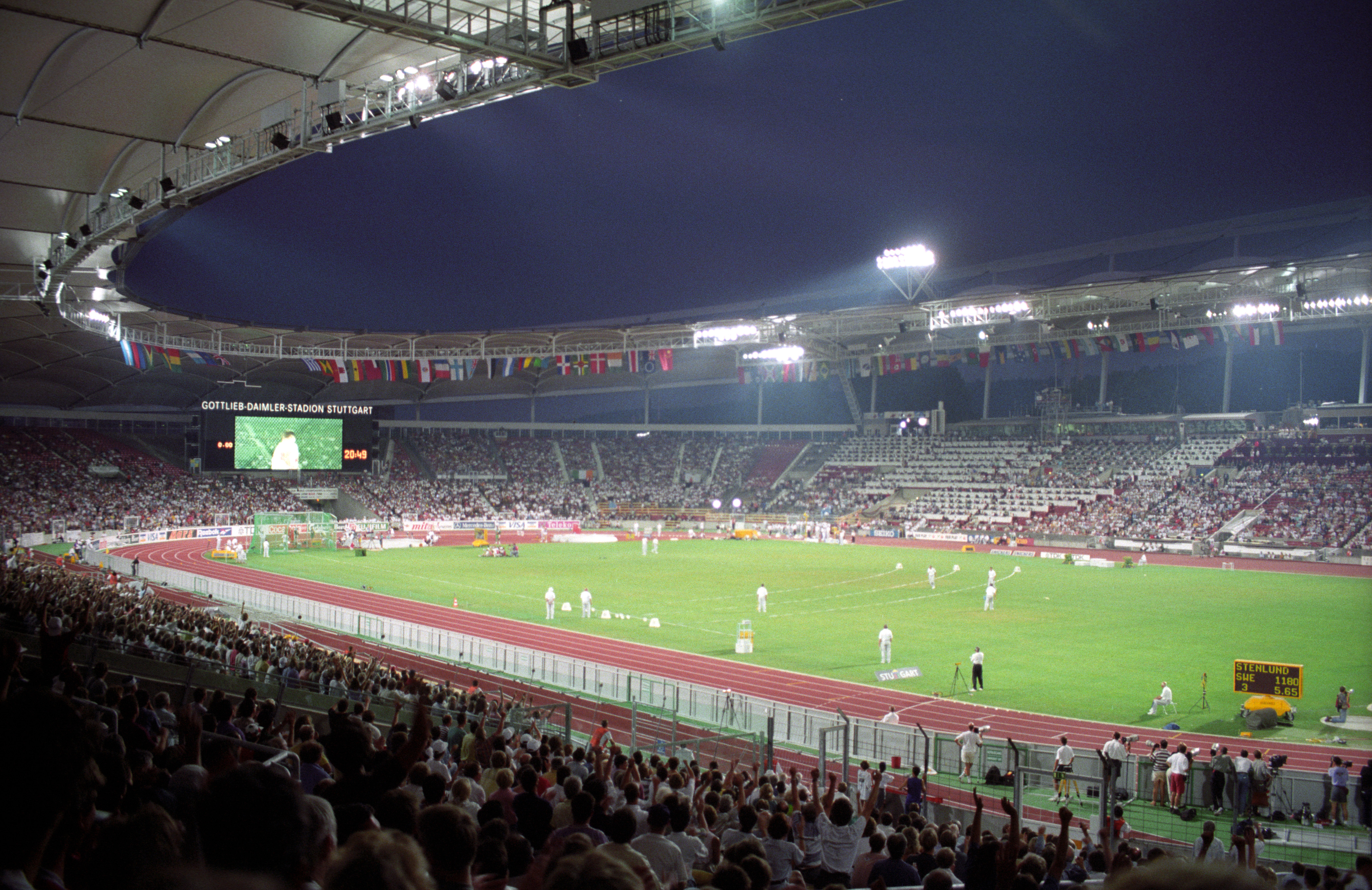
Das Stuttgarter Neckarstadion (heute MHPArena) bei den Leichtathletik-Weltmeisterschaften 1993

Der Speerwurf der Männer bei den Leichtathletik-Europameisterschaften 1986 wurde am 26. und 27. August 1986 im Stuttgarter Neckarstadion ausgetragen.
Erstmals wurde bei einer großen internationalen Meisterschaft ein 1986 modifizierter Speer mit einem nach vorne verlagerten Schwerpunkt eingesetzt. Die beiden Hauptgründe dafür lagen in den immer größeren erzielten Weiten und in der Messproblematik, die durch den flachen Auftreffwinkel der alten Speermodelle entstand. Oft gab es keine oder eine nur schwer erkennbare Marke, die der Speer beim Auftreffen hinterließ, was die Weitenmessung häufig sehr schwierig oder den Wurf manchmal sogar ungültig machte. Durch den beim neuen Speer nach vorne verlagerten Schwerpunkt wurden beide Probleme behoben.
Europameister wurde der bundesdeutsche Speerwerfer Klaus Tafelmeier. Er stellte in der mit dem neuen Wurfgerät noch jungen Disziplin im Finale einen neuen noch inoffiziellen Weltrekord auf. Der amtierende Weltmeister und EM-Dritte von 1982 Detlef Michel aus der DDR gewann die Silbermedaille. Bronze ging an den bisherigen inoffiziellen Weltrekordinhaber Wiktor Jewsjukow aus der UdSSR.

## Rekorde
Anmerkung zum Welt- und Europarekord:

Wiktor Jewsjukows unten genannter Welt- und Europarekord hatte aufgrund des gerade erst eingeführten neuen Speers noch inoffiziellen Charakter. Den ersten offiziellen Weltrekord stellte Klaus Tafelmeier am 21. September 1986 mit 85,74 m in Como, Italien, auf.

### Bestehende Rekorde
| Weltrekord           | 83,58 m                                                                      | Wiktor Jewsjukow                                                             | Leningrad (heute St. Petersburg), Sowjetunion (heute Russland)               | 8. Juni 1986                                                                 |
| Europarekord         | 83,58 m                                                                      | Wiktor Jewsjukow                                                             | Leningrad (heute St. Petersburg), Sowjetunion (heute Russland)               | 8. Juni 1986                                                                 |
| Meisterschaftsrekord | erstmals neuer Speer eingesetzt, deshalb bisheriger Rekord nicht mehr gültig | erstmals neuer Speer eingesetzt, deshalb bisheriger Rekord nicht mehr gültig | erstmals neuer Speer eingesetzt, deshalb bisheriger Rekord nicht mehr gültig | erstmals neuer Speer eingesetzt, deshalb bisheriger Rekord nicht mehr gültig |

### Erste Rekorde mit neuem Speer
In den beiden Runden des Wettbewerbs wurde zunächst ein erster EM-Rekord mit dem neuen Speer aufgestellt, der anschließend mehrfach gesteigert wurde. Unten aufgeführt sind die nach der jeweiligen Runde neuen Meisterschaftsrekorde aufgelistet. Der weiteste Wurf stellte gleichzeitig einen noch inoffiziellen Weltrekord für die mit dem neuen Wurfgerät noch jungen Disziplin dar.
- Meisterschaftsrekorde:
  - 82,68 m – Klaus Tafelmeier (BR Deutschland), Qualifikation am 26. August
  - 84,76 m – Klaus Tafelmeier (BR Deutschland), Finale am 27. August
- Inoffizieller Weltrekord:
  - 84,76 m – Klaus Tafelmeier (BR Deutschland), Finale am 27. August

## Legende
Kurze Übersicht zur Bedeutung der Symbolik – so üblicherweise auch in sonstigen Veröffentlichungen verwendet:
| WR | Weltrekord         |
| CR | Championshiprekord |
| in | inoffiziell        |

## Qualifikation
26. August 1986, 18:15 Uhr
Dreißig Wettbewerber traten in zwei Gruppen zur Qualifikationsrunde an. Zehn von ihnen (hellblau unterlegt) übertrafen die Qualifikationsweite für den direkten Finaleinzug von 78,00 m. Damit war die Mindestzahl von zwölf Finalteilnehmern nicht erreicht. Das Finalfeld wurde mit den beiden nächstplatzierten Sportlern (hellgrün unterlegt) auf zwölf Werfer aufgefüllt. So reichten für die Finalteilnahme schließlich 77,88 m.

### Gruppe A

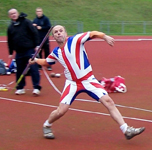
Roald Bradstocks 76,52 m waren um 1,36 m zu kurz, um im Finale dabei zu sein

| Platz | Name               | Nation         | Weite (m) |
| ----- | ------------------ | -------------- | --------- |
| 1     | Klaus Tafelmeier   | BR Deutschland | 82,68 CR  |
| 2     | Gerald Weiß        | DDR            | 81,40     |
| 3     | Marek Kaleta       | Sowjetunion    | 81,32     |
| 4     | Wiktor Jewsjukow   | Sowjetunion    | 80,48     |
| 5     | Jyrki Blom         | Finnland       | 79,02     |
| 6     | Dag Wennlund       | Schweden       | 76,88     |
| 7     | Roald Bradstock    | Großbritannien | 76,52     |
| 8     | Seppo Räty         | Finnland       | 76,00     |
| 9     | Jean-Paul Lakafia  | Frankreich     | 75,24     |
| 10    | Reidar Lorentzen   | Norwegen       | 73,24     |
| 11    | Kenneth Petersen   | Dänemark       | 73,24     |
| 12    | László Stefán      | Ungarn         | 72,68     |
| 13    | Jan Olov Johansson | Schweden       | 72,30     |
| 14    | Sigurður Einarsson | Island         | 71,54     |
| 15    | Øystein Slettevold | Norwegen       | 69,32     |

### Gruppe B

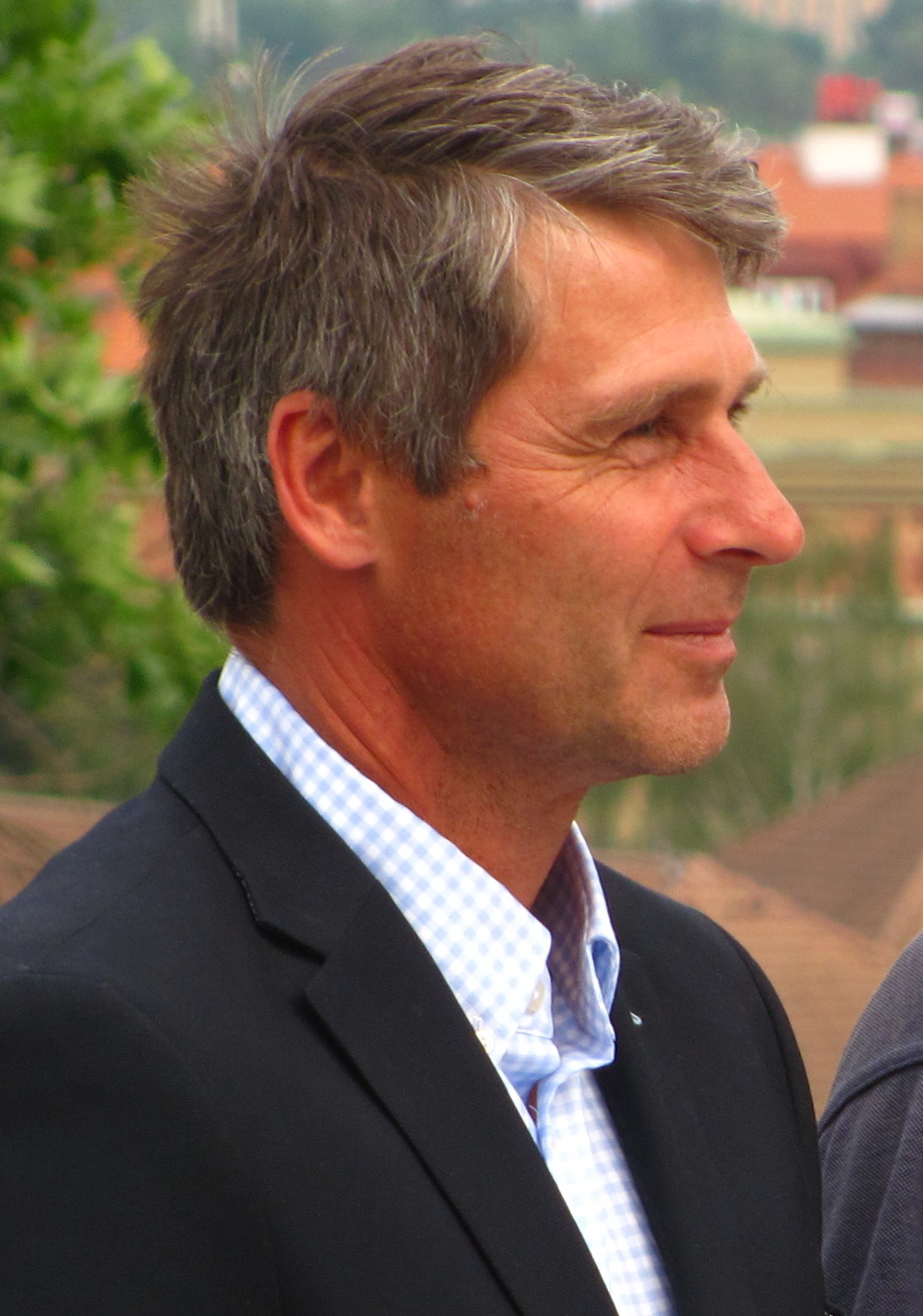
Der junge später äußerst erfolgreiche Jan Železný verpasste mit seinen 75,90 m hier noch die Finalteilnahme

| Platz | Name                    | Nation           | Weite (m) |
| ----- | ----------------------- | ---------------- | --------- |
| 1     | Heino Puuste            | Sowjetunion      | 82,54     |
| 2     | Detlef Michel           | DDR              | 79,84     |
| 3     | Sejad Krdžalić          | Jugoslawien      | 79,46     |
| 4     | Wolfram Gambke          | BR Deutschland   | 78,94     |
| 5     | Stanislaw Górak         | Polen            | 78,32     |
| 6     | Mick Hill               | Großbritannien   | 77,94     |
| 7     | David Ottley            | Großbritannien   | 77,88     |
| 8     | Einar Vilhjálmsson      | Island           | 77,76     |
| 9     | Jorma Markus            | Finnland         | 77,32     |
| 10    | Jan Železný             | Tschechoslowakei | 75,90     |
| 11    | Charlus-Michel Bertimon | Frankreich       | 75,82     |
| 12    | Peter Schreiber         | BR Deutschland   | 75,48     |
| 13    | Narve Hoff              | Norwegen         | 75,14     |
| 14    | Peter Borglund          | Schweden         | 72,86     |
| 15    | Pascal Lefèvre          | Frankreich       | 69,42     |

## Finale

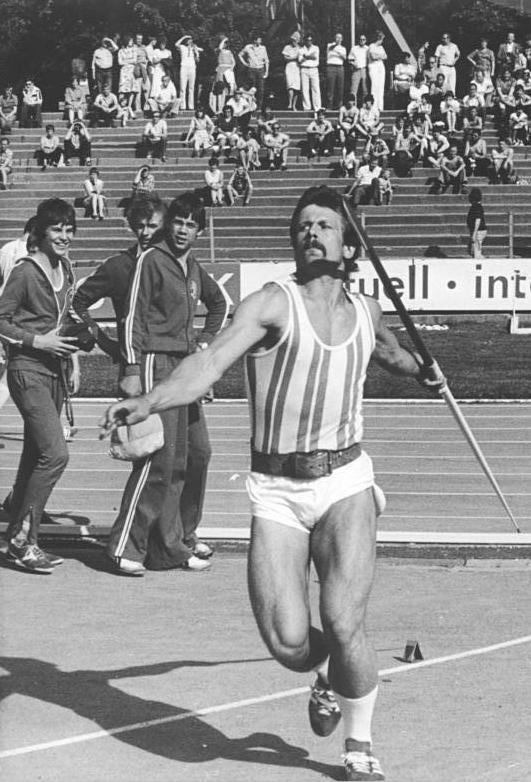
Vizeeuropameister Detlef Michel, amtierender Weltmeister und EM-Dritter von 1982
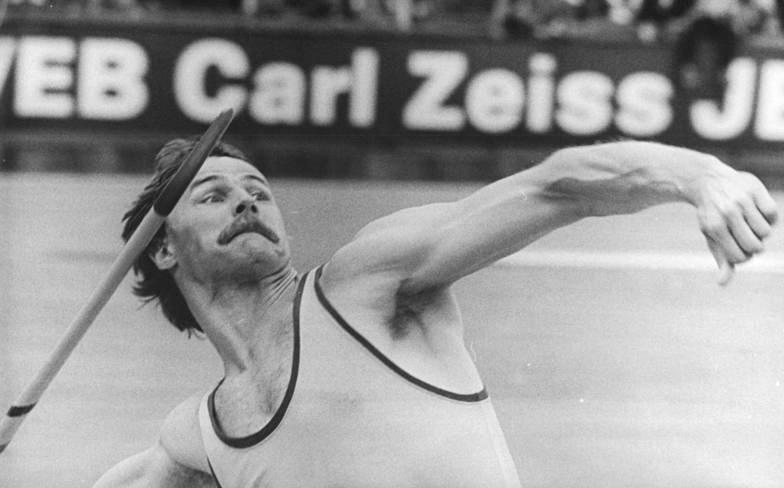
Gerald Weiß erreichte Platz elf

27. August 1986, 19:10 Uhr
| Platz | Name             | Nation         | Weite (m)     |
| ----- | ---------------- | -------------- | ------------- |
| 1     | Klaus Tafelmeier | BR Deutschland | 84,76 WRin/CR |
| 2     | Detlef Michel    | DDR            | 81,90         |
| 3     | Wiktor Jewsjukow | Sowjetunion    | 81,80         |
| 4     | Jyrki Blom       | Finnland       | 80,48         |
| 5     | Heino Puuste     | Sowjetunion    | 80,34         |
| 6     | Wolfram Gambke   | BR Deutschland | 79,88         |
| 7     | Sejad Krdžalić   | Jugoslawien    | 79,50         |
| 8     | Mick Hill        | Großbritannien | 77,34         |
| 9     | Marek Kaleta     | Sowjetunion    | 77,16         |
| 10    | David Ottley     | Großbritannien | 77,16         |
| 11    | Gerald Weiß      | DDR            | 76,24         |
| 12    | Stanislaw Górak  | Polen          | 74,20         |

## Videolinks
- 1986 European Athletics Championships Men's javelin throw, www.youtube.com, abgerufen am 15. Dezember 2022
- 123 European Track and Field 1986 Javelin Men, www.youtube.com, abgerufen am 15. Dezember 2022
- 1986 European Athletics Championships Men's javelin throw (21 ATTEMPTS), www.youtube.com, abgerufen am 15. Dezember 2022
- Detlef Michel (DDR) 1986 European championships - Stuttgart, www.youtube.com, abgerufen am 15. Dezember 2022
- Marek Kaleta (Estonia) JAVELIN 77.16 meters 1986 European Athletics Championships, www.youtube.com, abgerufen am 15. Dezember 2022